# Rajd Elmot 1979
8. Rajd Elmot – 8. edycja Rajdu Elmot. Był to rajd samochodowy rozgrywany od 11 do 13 maja 1979 roku. Była to trzecia runda Rajdowych Samochodowych Mistrzostw Polski w roku 1979. Rajd składał się z dwudziestu czterech odcinków specjalnych. Został rozegrany na nawierzchni asfaltowej i szutrowej. Zwycięzcą rajdu został Błażej Krupa.

## Wyniki końcowe rajdu[1][2]
| Miejsce | Kierowca            | Pilot               | Samochód              | Czas    | Strata | Grupa Klasa |
| ------- | ------------------- | ------------------- | --------------------- | ------- | ------ | ----------- |
| 1       | Błażej Krupa        | Piotr Mystkowski    | Renault 5 Alpine      | 2:20:24 | -      | II/8        |
| 2       | Andrzej Koper       | Marek Pawłowski     | Renault 5 Alpine      | 2:26:25 | +6:01  | II/8        |
| 3       | Wacław Janowski     | Henryk Krakowczyk   | Fiat 128 Sport        | 2:33:41 | +13:17 | II/4-7      |
| 4       | Ryszard Kopczyk     | Wojciech Jodłowski  | Porsche 911 T         | 2:33:50 | +13:26 | GEN         |
| 5       | Jerzy Kobyliński    | Janusz Siniarski    | Polski Fiat 125p 1500 | 2:35:04 | +14:40 | I/8         |
| 6       | Andrzej Radecki     | Krzysztof Burzyński | Polski Fiat 125p 1500 | 2:35:28 | +15:04 | II/8        |
| 7       | Andrzej Witkowicz   | Marek Rompel        | Fiat 128 Sport Coupé  | 2:37:34 | +17:10 | I/3-7       |
| 8       | Ryszard Granica     | Jerzy Werner        | Polski Fiat 125p 1500 | 2:39:18 | +18:54 | I/8         |
| 9       | Tomasz Barański     | Paweł Barański      | Polski Fiat 126p 650  | 2:39:35 | +19:11 | II/1-3      |
| 10      | Janusz Książkiewicz | Witold Dąbrowski    | Polski Fiat 125p 1500 | 2:43:19 | +22:55 | I/8         |